# Drosanthemum tardum
Drosanthemum tardum är en isörtsväxtart som beskrevs av L. Bol. Drosanthemum tardum ingår i släktet Drosanthemum och familjen isörtsväxter. Inga underarter finns listade i Catalogue of Life.